# 全球華文學生文學獎
全球華文學生文學獎，前身為全國學生文學獎，首屆於1981年頒獎，該獎項由明道文藝雜誌社、明道中學共同主辦，並且由行政院文化建設委員會、國立公共資訊圖書館指導。此獎為全臺灣最早專門為在校學生舉辦的文學創作獎，約於每年三月中旬截稿，五月初公布得獎名單，該獎項同時也是臺灣目前最具指標性的文學獎。
從1981年至2019年，該獎項已舉辦37屆，累積收件達4萬餘篇。歷年參加者除臺灣學生外，並有在中國大陸、香港、澳門、馬來西亞、新加坡、菲律賓、日本、美國、英國、法國、西班牙等地的華僑子弟與留學生，也有來華留學的外籍學生。共產生1500位得獎作家，累計發出獎金近2000萬。
2013年第31屆起，正式更名為「全球華文學生文學獎」，徵稿範圍擴及全球華人學子。該獎項的設立目的是鼓勵校園寫作風潮，培養文壇新人，各校師生公認是一年一度的校園大事，對青年學生的文學創作志趣有很大的鼓舞作用。獲得此文學獎後再行寫作並獲得其他獎項的文学作者有200餘位，出版書籍500餘本，知名作家如簡媜、張曼娟、吳淡如、邱婷、侯文詠、王浩威、陳克華、蔡素芬、焦桐、許悔之、林黛嫚、張啟疆、陳大為、鍾怡雯、駱以軍、渡也、唐捐、羅毓嘉、吳明益、陳栢青等曾榮獲此獎。

## 歷史沿革
全國學生文學獎為明道文藝雜誌社於民國七十年開辦，與中央日報合辦，經費由明道文藝雜誌社負擔。當時設有大專小說組、大專散文組、大專新詩組、高中散文組四組。 
民國七十八年，全國學生文學獎舉辦至第九屆，許多得獎人已因此獎拔擢，在文壇上嶄露頭角，成效顯著，文建會卻長期漠視此項極有意義的活動。明道文藝雜誌社深覺以一民間刊物長期奉獻，可以功成身退，於是宣佈停辦。 
民國八十年，全國學生文學獎停辦兩年後，文建會體察此獎對獎掖校園寫作人才之重要性，希望明道文藝雜誌社能繼續舉辦，並允贊助部分經費，第十屆徵文乃再開始。 
民國八十六年第15屆，明道文藝雜誌社為擴大高中學生參與、加強培育高中校園文學創作人才，乃在高中散文組外增列新詩組。
民國九十九年第28屆，增列「國中散文組」、「國中新詩組」。
民國一O二年第31屆，正式更名為「全球華文學生文學獎」，擴大徵稿範圍為全球華人學子。裁撤「大專小說組」、「大專散文組」、「大專新詩組」，並增列「高中極短篇組」。
民國一O四年第33屆，改「高中極短篇組」為「高中短篇小說組」。

## 歷屆評審

### 2017年[1]
- 高中短篇小說組：廖輝英、林黛嫚、蔡素芬
- 高中散文組：吳晟、廖玉蕙、簡媜
- 高中新詩組：白靈、陳義芝、焦桐
- 國中散文組：陳幸蕙、蕭蕭、路寒袖
- 國中新詩組：渡也、許悔之、楊佳嫻

### 2014年[2]
- 高中極短篇組：廖輝英、林黛嫚、蔡素芬
- 高中散文組：吳晟、廖玉蕙、鍾怡雯
- 高中新詩組：向明、陳義芝、焦桐
- 國中散文組：陳幸蕙、蕭蕭、路寒袖
- 國中新詩組：白靈、渡也、許悔之

### 2012年[3]
- 大專小說組：廖輝英、林黛嫚、蔡素芬
- 大專散文組：廖玉蕙、焦桐、張瑞芬
- 大專新詩組：余光中、向明、黃維樑
- 高中散文組：吳晟、簡媜、蕭蕭
- 高中新詩組：陳義芝、向陽、路寒袖
- 國中散文組：陳幸蕙、古蒙仁、鍾怡雯
- 國中新詩組：白靈、渡也、許悔之

## 評價
- 余光中：「國內文學獎甚多，但究其性質，多為已入社會之作家而設，或有地區上之限制，但對廣大的青青子衿，也就是明日的作家們，卻乏全國性的獎項。全國學生文學獎之設，即在及時培養青苗，以助其來日開花結果，終成名家。回顧當初此獎之得主，日後入了社會，多能層樓更上，各成氣候，益感當初此獎之適時鼓勵，實不可缺，否則那些年輕心靈的發展，或會改向。簡媜、吳 鳴、陳克華、林耀德、郭強生、焦桐、林黛嫚、柯翠芬、張曼娟、張春榮、張國治、吳淡如…… 等日後的表現，正是最好的說明。老子云：『合抱之木，生於毫末。』足以形容此獎。」

- 尹雪曼：「多少年來，很多位學術界的先進，都相當關心當前在校學生國文程度的低落問題，但是看了全國學生文學獎的作品，卻可以為學生作品的清麗可喜，感到十分滿意。」

- 朱　炎：「我們檢視學生文學獎這些作品的題材、語言、結構以及其他藝術成就，甚至作者的資料之餘， 對他們廣闊的關懷、強烈的社會責任感和愛心，不禁會興起由衷的敬佩。」

- 孟　瑤：「有志於寫作的年輕人，莫不急切地想露出崢嶸頭角，這埋藏深土的茁壯生命，由於全國學生文學獎的舉辦，每年都有機會使他們脫穎而出，這一批有力的、出色的生力軍，將會為我國的小說史，寫出燦爛的、嶄新的一頁。」

- 黃永武：「全國學生文學獎自舉辦以來，得獎的學生由於發現得早，獎勉及時，許多位已成為文壇新麗的花朵，千樹燦爛，芳菲無限，這項成就，正是主其事者高瞻遠矚的使命感以及評審先生將文學獎的成敗視為自身成敗的責任感有以致之。」

- 鄭明娳：「台灣校園文學在《明道文藝》運用學生文學獎的方式，連續多年的努力，鼓勵學生寫作，發掘學生潛力、提供學生發表場地、指引青年創作方向、培育青年創作人才，凡此不僅對台灣文 學生態做著生育保育工作，而且對台灣社會的文化建設，更具有難以估計的正面貢獻。」

- 陳幸蕙：「面對這些質、量皆有可觀的作品，不僅「文學已死」的悲觀論調不攻自破，甚至，偶爾還可能湧生「江山代有才人出」的驚艷之感！至於透過這些青春之筆，去了解新世代的青春情事、思維、 內心世界與價值觀，更是一項收穫。」

- 路寒袖：「明道文藝最為眾人樂道與感佩的是舉辦學生文學獎，至今培育了無數秀異的作家和文化工作者，當今台灣文壇之活躍者，鮮少未曾在其中試煉過身手的，明道文藝堪稱是台灣文壇的搖籃。」

- 林黛嫚：「校園文學，因為沒有社會性文學承載的大任，不但自由度大，也能盡情實驗各種文學形式，同 時，原本是新手易有的青澀不成熟，在年輕學生留在校園內的時間拉長，從大學到碩士到博士， 更多的學識充實把所謂的「新」、「生」、「輕」，都調整了、改進了，於是我們看到一篇新人的作 品，卻不必然是青澀的，這是目前我在校園文學看到的現象。」

## 獲獎作家
簡媜、張曼娟、吳淡如、邱婷、侯文詠、王浩威、王信 (台灣文學家)、陳克華、袁哲生、楊佳嫻、黃光芹、蔡素芬、焦桐、許悔之、林黛嫚、張啟疆、陳大為、鍾怡雯、駱以軍、渡也、唐捐、羅毓嘉、吳明益、陳栢青、朱宥勳、張耀升、湯舒雯。

## 外部連結
- 明道文藝官網（页面存档备份，存于）
- 2020第38屆全球華文學生文學獎官網[]